# Losoya
Losoya è una comunità non incorporata degli Stati Uniti d'America della contea di Bexar nello Stato del Texas. Fa parte dell'area metropolitana di San Antonio-New Braunfels.